# Knights de Charlotte
Les Knights de Charlotte (en anglais Charlotte Knights, « les chevaliers de Charlotte ») sont une équipe de ligue mineure de baseball basée à Fort Mill (Caroline du Sud), banlieue de Charlotte (Caroline du Nord). Affiliés depuis 1999 à la formation de MLB des White Sox de Chicago, les Knights jouent au niveau Triple-A en International League. Fondée en 1976 sous le nom de O's de Charlotte, la formation évolue depuis 1990 au Knights Stadium (10 002 places). L'équipe adopte le surnom de Knights en 1988 et accède au niveau Triple-A en 1993 après avoir joué en Double-A dans la Southern League.

## Palmarès
- Champion de l'International League (AAA) : 1993 et 1999.
- Champion de la Southern League (AA) : 1980 et 1984.

## Logos

De 1993 à 1996.
En vigueur en 1997.
En vigueur en 1998.
De 1999 à 2013.
De 2014 à 2022.
Depuis 2023.